# Chantal Andere
Chantal Andere (n. 25 ianuarie 1972) este o actriță mexicană cunoscută pentru rolurile sale negative din telenovele.

## Telenovele
- „Sortilegio” ca Raquel Albeniz (2009) - Rol Negativ
- „Destilando amor” ca Minerva Olmos (2007) - Rol Negativ
- „Barrera de amor” ca Manola Linares (2005–2006)- Rol Negativ
- „Amor real” ca Antonia Morales (2003) - Rol Negativ
- „La Otra” ca Bernarda Sainz (young) (2002) - Rol Negativ
- „El Noveno mandamiento” ca Clara Duran (2001) - Rol Negativ
- „Cuento de Navidad” ca Beatriz (1999) - Rol Negativ
- „La usurpadora” ca Estefania Bracho (1998)- Rol Negativ
- „Sentimientos Ajenos” ca Leonor (1996) - Rol Negativ
- „Acapulco, cuerpo y alma” ca Aidé (1995) - Rol Negativ
- „Marimar” ca Angélica Santibañez (1994) - Rol Negativ
- „Los Parientes Pobres” ca Alba Zavala (1993)- Rol Negativ
- „Madres egoistas” ca Carmen (1991) - Rol Negativ
- „Un Rostro en mi pasado” ca Mariela (1990) - Rol Negativ
- „Dulce desafío” ca Rebeca (1988) - Rol Negativ